# 池田稔 (実業家)
池田 稔（いけだ みのる、1974年10月1日 - ）は、日本の実業家。株式会社INH代表取締役社長、ゲーセンミカド経営者兼店長。ギタリスト・イケダミノロックとしても活動。

## 来歴
小学生の時からゲームセンターに通い始め、1993年、高校卒業後にゲームセンターの店員として働き始める。
2004年に会社を設立し、サウンドトラックCDや攻略DVDを作製して資金を貯め、2006年に歌舞伎町にて「ゲーセンミカド」を開店。

## 事業

### ゲーセンミカド
2020年現在、東京都内山手線沿線に3店舗を構える。独特の企画運営で知られ、マスメディアにもしばしば取り上げられる名店である。詳しくは ミカド (ゲームセンター) の項を参照。

### ゲーム攻略DVD・サウンドトラックCD企画制作
『THE MADNESS BATTLE GAREGGA』（2004年）を始め、全一ハイスコアラーによるアーケードゲームの攻略DVDや独自技術で収録したサウンドトラックCDを数多く企画・制作。

### 機材提供・ゲームプレイ映像提供・出張実況
上記事業で培われたノウハウとリソースを活かし、アーケードゲーム筐体や基板等機材の貸し出し、テレビ番組等へのゲームプレイ映像提供、各種イベントへの出張実況などを行っている。

### その他

#### exA-Arcadia
「exA-Arcadia」はエリック・チャンが代表を務める株式会社Show Me Holdingsおよび関連会社exA-Arcadia Pte. Ltd.が開発・販売する非従量課金制システムゲーム基板。中小ゲームセンター再興の要として池田も協力しており、国内ゲームメーカーとの窓口となって交渉を支援するほか、国内外ディストリビューター・オペレーターへの販路開拓、ゲームショーへの出展手配、ロケーションテスト協力、プレイヤーへの宣伝活動を担っている。

## 音楽活動

### バンド
池田はロック・ギタリストとして複数のバンドに属しており、他のバンドとも共演するなど旺盛に活動している。シティコネクション社長の吉川延宏とはバンド仲間。
- HEAVY METAL RAIDEN（HMR） - 2011年に結成した『雷電』シリーズ公認バンド[17][18]。オリジナルコンポーザーを交え、ゲームミュージックをヘヴィメタルスタイルでカバーする[19][20]。
- Bad Connection（バッコネ） - 2012年に結成したジャレコ（シティコネクション）・ケイブ公認バンド[21][22]。同じくゲームミュージックをカバー[20]。

### ゲームミュージック
次のゲームのBGMにギター演奏で参加。
- 『アカとブルー』（2017年、タノシマス） - ステージ3、ボス[23]
- 『アリス・ギア・アイギス』（2018年、コロプラ／ピラミッド） - バトルステージ×3曲[24][25]

## 著書
- ゲーセン戦記-ミカド店長が見たアーケードゲームの半世紀 (聞き手・構成 ナカガワヒロユキ)　(2023年6月8日、中公新書ラクレ、ISBN 978-4121507976）